# Médard Verburgh
Médard Verburgh, né à Roulers (en néerlandais : Roeselare) en 1886 et mort à Uccle en 1957, est un artiste belge.

## Biographie
Médard Verburgh est le cadet d'une famille de grossistes et détaillants en épices à Roulers. Il suit les cours au petit séminaire de Roulers (nl).
En 1899, il travaille comme apprenti chez le décorateur Emiel Duyvewaardt (nl) et se forme à l'académie communale des beaux-arts où il a Alfons Blomme comme camarade de classe. En 1907, il s'installe à Bruxelles, où il travaille pour un décorateur tandis que le soir il suit les cours à l'Académie des beaux-arts. En 1913, il visite l'Italie après avoir obtenu un prix artistique. Il épouse en 1919 Berthe Kestemont qui était son modèle. De 1924 à 1928, il vit à Ostende et entre en contact avec des peintres tels que Constant Permeke. Ensuite Verburgh demeure plusieurs années à New York, où les gratte-ciel et les avenues rectilignes l'inspirent. Après cette période, il séjourne principalement aux Baléares, d'abord à Ibiza, puis à Majorque. En 1948, il retourne avec sa famille en Belgique.

## Style
Lors de sa période bruxelloise le style du peintre est teinté d'impressionnisme avant d'évoluer vers le fauvisme brabançon au contact de Rik Wouters. Son style devient alors plus joyeux. À Ostende, il évolue vers l'expressionnisme et ses sujets de prédilections sont des scènes de pêche et des portraits de marins. Sa palette devient plus douce lors de son séjour aux États-Unis. La Méditerranée rend ensuite son travail plus chaud et les couleurs plus lumineuses.